# Homocystein

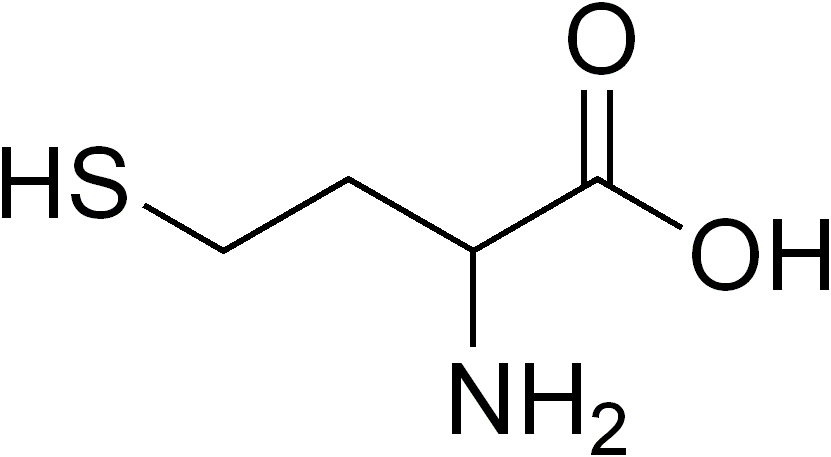
Homocysteinets kemiska struktur.

Homocystein är en aminosyra som innehåller en tiol, som bildas av metionin och som ombildas till cystein eller återbildas till metionin. Den är känslig för oxidation, och har en tendens att binda till sig andra svavelhaltiga ämnen i kroppen.
I plasma är både homocystein och oxiderade varianter bundna till transportproteiner, huvudsakligen albumin. När homocysteinnivåerna är för höga, påverkar det kroppens stödjevävnader, till exempel fibrillin, och receptorer i nervcellerna negativt, samt bidrar till bildning av fria radikaler. 
Nivån av homocystein korrelerar starkt negativt med vitamin B12, vitamin B6, folsyra, god livsstil, njurfunktion, och kvinnliga könshormoner. Kvinnor i fertil ålder har som regel lägre homocysteinvärden, vilket dels beror på könshormonernas inverkan, dels på att kvinnor har mindre muskelmassa. Dopamin, rökning och koffein ökar homocysteinvärdena, och god fysisk kondition minskar dem. Det finns ett starkt samband mellan höga värden homocystein och tyreoideasjukdomar (hypotyreos och giftstruma). Värdena homocystein ökar normalt med åldern.
För höga värden homocystein, hyperhomocysteinemi, beror oftast på vitamin B12-brist eller folsyrebrist, njursjukdomar, läkemedel, eller på orsaker i livsstilen (fet mat, alkohol, rökning, stress). Det förekommer också som medfödd sjukdom, homocysteinuri, vilket kan ge utvecklingsstörning. För höga värden homocystein ökar risken för trombos (blodpropp), och möjligen också risken att drabbas av andra kardiovaskulära sjukdomar. Hyperhomocysteinemi verkar också leda till atrofi av hjärnan (minskad hjärnvolym) och demens.